# Danila Izotov
Danila Sergejevitsj Izotov (Russisch: Данила Сергеевич Изотов) (Novo-oeralsk, 2 oktober 1991) is een Russische zwemmer. Izotov vertegenwoordigde zijn vaderland op de Olympische Zomerspelen 2008 in Peking en de Olympische Zomerspelen 2012 in Londen. Hij is medehouder van het Europees record op de 4x200 meter vrije slag.

## Carrière
Izotov maakte zijn internationale debuut op de Olympische Zomerspelen 2008 in Peking, waar hij strandde in de halve finales van de 200 meter vrije slag. Op de 4x200 meter vrije slag sleepte de Rus samen met Nikita Lobintsev, Jevgeni Lagoenov en Aleksandr Soechoroekov de zilveren medaille in de wacht, het kwartet verbeterde tevens het Europees record. Tijdens de Europese kampioenschappen kortebaanzwemmen 2008 in Rijeka veroverde Izotov de Europese titel op de 200 meter vrije slag. 
Op de wereldkampioenschappen zwemmen 2009 in Rome legde de Rus beslag op de bronzen medaille op de 200 meter vrije slag. Samen met Jevgeni Lagoenov, Andrej Gretsjin en Aleksandr Soechoroekov sleepte hij de zilveren medaille in de wacht op de 4x100 meter vrije slag, op de 4x200 meter vrije slag werd hij samen met Nikita Lobintsev, Michail Politsjoek en Aleksandr Soechoroekov vice-wereldkampioen. In Istanboel nam Izotov deel aan de Europese kampioenschappen kortebaanzwemmen 2009, op dit toernooi veroverde hij de zilveren medaille op zowel de 100 als de 200 meter vrije slag.
Tijdens de Europese kampioenschappen zwemmen 2010 in Boedapest eindigde de Rus als vierde op de 200 meter vrije slag, op de 100 meter vrije slag werd hij uitgeschakeld in de series. Samen met Jevgeni Lagoenov, Andrej Gretsjin en Nikita Lobintsev sleepte hij de Europese titel op de 4x100 meter vrije slag in de wacht, op de 4x200 meter vrije slag legde hij samen met Nikita Lobintsev, Sergej Peroenin en Aleksandr Soechoroekov beslag op de Europese titel. Op de Europese kampioenschappen kortebaanzwemmen 2010 in Eindhoven veroverde Izotov de Europese titel op zowel de 100 als de 200 meter vrije slag. Samen met Jevgeni Lagoenov, Vitali Syrnikov en Vladimir Brjoechov sleepte hij de bronzen medaille in de wacht op de 4x50 meter vrije slag, op de 4x50 meter wisselslag legde hij samen met Stanislav Donets, Sergej Gejbel en Nikolaj Skvortsov beslag op de bronzen medaille. In Dubai nam de Rus deel aan de wereldkampioenschappen kortebaanzwemmen 2010, op dit toernooi veroverde hij de zilveren medaille op de 200 meter vrije slag en strandde hij in de halve finales van de 100 meter vrije slag. Samen met Nikita Lobintsev, Jevgeni Lagoenov en Aleksandr Soechoroekov sleepte hij de wereldtitel in de wacht op de 4x200 meter vrije slag, op de 4x100 meter vrije slag legde hij samen met Jevgeni Lagoenov, Sergej Fesikov en Nikita Lobintsev beslag op de zilveren medaille.
Tijdens de wereldkampioenschappen zwemmen 2011 in Shanghai eindigde Izotov als achtste op de 200 meter vrije slag, samen met Jevgeni Lagoenov, Artem Loboezov en Aleksandr Soechoroekov werd hij uitgeschakeld in de series van de 4x200 meter vrije slag. Op de 4x100 meter vrije slag zwom hij samen met Vladimir Morozov, Jevgeni Lagoenov en Sergej Fesikov in de series, in de finale eindigden Lagoenov en Fesikov samen met Andrej Gretsjin en Nikita Lobintsev op de vijfde plaats.
Op de Olympische Zomerspelen van 2012 in Londen eindigde de Rus als achtste op de 200 meter vrije slag, samen met Nikita Lobintsev, Vladimir Morozov en Andrej Gretsjin veroverde hij de bronzen medaille op de 4x100 meter vrije slag.

## Internationale toernooien
| Jaar | Olympische Spelen                       | WK langebaan                                                                                 | WK kortebaan                                                                  | EK langebaan                                                                     | EK kortebaan                                                            |
| ---- | --------------------------------------- | -------------------------------------------------------------------------------------------- | ----------------------------------------------------------------------------- | -------------------------------------------------------------------------------- | ----------------------------------------------------------------------- |
| 2008 | 9e 200m vrije slag · 4x200m vrije slag  |                                                                                              | geen deelname                                                                 | geen deelname                                                                    | 200m vrije slag                                                         |
| 2009 |                                         | 200m vrije slag · 4x100m vrije slag · 4x200m vrije slag                                      |                                                                               |                                                                                  | 100m vrije slag · 200m vrije slag                                       |
| 2010 |                                         |                                                                                              | 13e 100m vrije slag · 200m vrije slag · 4x100m vrije slag · 4x200m vrije slag | 18e 100m vrije slag · 4e 200m vrije slag · 4x100m vrije slag · 4x200m vrije slag | 100m vrije slag · 200m vrije slag · 4x50m vrije slag · 4x50m wisselslag |
| 2011 |                                         | 8e 200m vrije slag 5e 4x100m vrije slag Izotov zwom enkel de series 11e 4x200m vrije slag    |                                                                               |                                                                                  | geen deelname                                                           |
| 2012 | 8e 200m vrije slag · 4x 100m vrije slag |                                                                                              | geen deelname                                                                 | geen deelname                                                                    | geen deelname                                                           |
| 2013 |                                         | 200m vrije slag · 4x100m vrije slag · 4x200m vrije slag                                      |                                                                               |                                                                                  | 100m vrije slag · 200m vrije slag                                       |
| 2014 |                                         |                                                                                              | geen deelname                                                                 | 100m vrije slag · 200m vrije slag · 4x100m vrije slag · 4x200m vrije slag        |                                                                         |
| 2015 |                                         | 15e 200m vrije slag · 4x100m vrije slag · Izotov zwom enkel de series · 4e 4x200m vrije slag |                                                                               |                                                                                  | 2-6 december 2015                                                       |

## Persoonlijke records
Bijgewerkt tot en met 23 augustus 2015
Kortebaan
| Afstand         | Tijd    | Datum            | Plaats    |
| --------------- | ------- | ---------------- | --------- |
| 100m vrije slag | 45,68   | 11 december 2009 | Istanboel |
| 200m vrije slag | 1.40,08 | 13 december 2009 | Istanboel |
| 400m vrije slag | 3.49,04 | 9 november 2007  | Moskou    |

Langebaan
| Afstand         | Tijd    | Datum         | Plaats    |
| --------------- | ------- | ------------- | --------- |
| 100m vrije slag | 48,18   | 20 april 2013 | Kazan     |
| 200m vrije slag | 1.43,90 | 28 juli 2009  | Rome      |
| 400m vrije slag | 3.51,81 | 8 juli 2008   | Monterrey |